# Partido de General Belgrano
General Belgrano es uno de los 135 partidos de la provincia argentina de Buenos Aires. Se encuentra a 162 km de Buenos Aires, la capital federal, y a 110 km de la capital provincial La Plata. Es cabecera del partido la ciudad homónima. Forma parte de la Quinta Sección Electoral de la Provincia de Buenos Aires.

## Toponimia
El nombre del partido homenajea al general y doctor en leyes Manuel Belgrano, sumado a la causa de la independencia americana y creador de la bandera argentina.

## Geografía
Se halla al centro este de la provincia de Buenos Aires, limita con los partidos de Monte (al norte), Chascomús y General Paz (al este), Pila (sudeste), Las Flores (al sudoeste), Roque Pérez (al noreste.)

## Hidrografía
- Dados las características cíclicas climáticas que afectan al río Salado, con gravísimas inundaciones, con daños agropecuarios, infraestructura, turísticos. Se reencauzó el río, evitando inundaciones a la ciudad y al campo. Está operativo el "Canal Aliviador Defensa de la Ciudad" (cota de corona superior: 1 m a la cota de creciente máxima) y reguladores en La Baguala: "Compuerta 1"; y en Playa Azul: Compuerta 2; es el "Complejo Defensa de la Ciudad "Ricardo Callegari".
- Terraplén: 480.000 m³ de tierra
- Compuertas: 36 de 1 tn c/u
- Bombas sumergibles: 10, caudal: 2.980 m³/h (830 L/s)

## Listado de intendentes desde 1983
| Intendente               | Mandato                                           | Partido |
| Tomás Alberto Ciocca     | 10 de diciembre de 1983 - 10 de diciembre de 1987 | UCR     |
| Ricardo Julio Callegari  | 10 de diciembre de 1987 - 8 de junio de 1993      | PJ      |
| Lionel Villanueva        | 8 de junio de 1993 - 10 de diciembre de 1995      | PJ      |
| Orfilio Ricardo Buiraz   | 10 de diciembre de 1995 - 10 de diciembre de 1999 | PJ      |
| Esteban Francisco Tolosa | 10 de diciembre de 1999 - 10 de diciembre de 2003 | UCR     |
| Dardo Luis Auricchio     | 10 de diciembre de 2003 - 10 de diciembre de 2007 | JGB     |
| Germán Enrique Cestona   | 10 de diciembre de 2007 - 10 de diciembre de 2011 | PJ      |
| Jorge Alejandro Eijo     | 10 de diciembre de 2011 - 10 de diciembre de 2015 | PJ      |
| Osvaldo Mario Dinápoli   | 10 de diciembre de 2015 - al presente             | UCR     |

## Localidades del partido
- General Belgrano: 13.516 hab.
- Gorchs: 338 hab.

### Parajes
- Colonia El Salado
- Bonnement
- Chas
- Ibáñez
- La Chumbeada
- Newton

## Vías de enlace
- FF.CC.: FCGR, en desuso
- Rutas Nacionales: RN 3
- Rutas Provinciales: RP 41, RP 29

## Población
Según los resultados definitivos del censo de 2022 la población del partido alcanza los 20.791 habitantes.

## Salud
- Establecimientos con internación: 2
- Hospital Municipal "Juan E. de la Fuente"
- Clínica Privada "1º de Agosto"
- Establecimientos sin Internación: 5

## Educación
- Establecimientos: 33
- Centro Inter Universitario
- Escuela de Educación Media N.º 1 "Regimiento de Patricios"
- Instituto Osvaldo Magnasco
- Centro Educativo para la producción Total N.º 1
- Escuela Técnica
- Escuela N.º 1 "Manuel Belgrano"
- Colegio "Jesús de Nazareth"
- C.E.N.S.N.º 451

- Comedores: 24
- Matrícula: 5.505
- Docentes: 556
- Fondo Mantenimiento Provincial: $ 198.224

## Turismo
A 4 km de la ciudad cabecera hay dos balnearios
- "Balneario Viejo", hasta el "Arroyito"
- "Balneario Nuevo", de 5 ha, tiene natatorio, pileta olímpica, pileta infantil, canchas de básquet, fútbol, vóley, confitería, emergencia médica, asadores
- Camping Municipal: forestado con sauce, palmera, eucalipto, álamo y pino, estacionamiento, asadores, proveeduría, restaurante, vestuarios, administración, energía eléctrica, vigilancia, limpieza
- Parque termal: "Termas del Salado". Precios actualizados al 31/07/2018 según página oficial http://www.termasdelsalado.com.ar/informacion-general/

TARIFAS
Entrada General $ 300
Jubilados (presentando carnet) $ 240
Menores de 11 años (presentando DNI) $ 180
Residentes Gral. Belgrano (presentando DNI con domicilio en la localidad) $ 160
Menores de 3 años sin costo
Alquiler de batas $ 60
Toallones $ 35
Alquiler de Lockers Chico $ 50 – Grande $ 60
Reposeras $ 60
Ojotas $ 50
Mallas $ 65
Pañales para agua $ 50
OFF $ 120
Estacionamiento Municipal Motos $ 30 – Autos $ 50 – Combis $ 130 – Micros $ 200
PASAPORTES TERMALISTAS
(Entradas al complejo termal, por persona, para días consecutivos y sin alojamiento)
(Sólo se compran en la boletería del complejo y su pago es en efectivo)
Pasaporte 2 días mayores $ 540
Pasaporte 2 días jubilados $ 430
Pasaporte 2 días menores $ 330
Pasaporte 3 días mayores $ 720
Pasaporte 3 días jubilados $ 580
Pasaporte 3 días menores $ 430

### Pesca
- Se accede por un camino de asfalto hecho nuevo durante la gestión del ex intendente "Piru" Eijo, a la "Compuerta 2" y el puente sobre la RP 29

## Fútbol
La ciudad cuenta con dos clubes deportivos de relativa importancia regional:
- Agrupación Deportiva El Salado

- Club Atlético y Social General Belgrano